# Joseph August Hainz
Joseph August Hainz (* 16. Juni 1804 in Bensheim; † 18. November 1879 ebenda) war ein hessischer Kaufmann und Politiker und Abgeordneter der 2. Kammer der Landstände des Großherzogtums Hessen.
Joseph August Hainz war der Sohn des Kaufmanns Sebastian Franz Hainz und dessen Ehefrau Franziska, geborene Rubel. Hainz, der katholischen Glaubens war, war Kaufmann und Gerbereibesitzer in Bensheim und heiratete am 26. November 1827 Maria Appollonia Feldhofen (1810–1893).
1850 gehörte er der Zweiten Kammer der Landstände an. Er wurde für den Wahlbezirk Starkenburg 4/Bensheim gewählt. Er war auch Stadtrat in Bensheim.